# 1. florbalová liga mužů 2003/2004
1. florbalová liga mužů 2003/2004 byla 11. ročníkem nejvyšší mužské florbalové soutěže v Česku.
Soutěž odehrálo 12 týmů systémem dvakrát každý s každým. Prvních osm týmů základní části hrálo play-off, ostatní čtyři týmy hrály o udržení v nejvyšší lize.
Vítězem ročníku se počtvrté v řadě a poosmé celkem stal tým Tatran Techtex Střešovice po porážce týmu FBC Pepino Ostrava ve finále. Bylo to podruhé v řadě a potřetí celkem co se tyto týmy střetly ve finále.
Nováčky v této sezoně byly týmy FbŠ Exel Praha a FBC Liberec. Tým FbŠ Exel Praha postoupil do 1. ligy poprvé, z prvního místa ve 2. lize v předchozí sezóně. Počet pražských týmu se tak poprvé navýšil na šest, tedy polovinu ligy (to se znovu stalo až o 16 let později). Liberec se do 1. ligy vrátil po jedné sezóně, z druhého místa v 2. lize.
Do 2. ligy sestoupily týmy FBK Bohemians DHS Praha a 1. SC Ostrava. Bohemians sestoupily po dvou sezónách v 1. lize, a svoji prvoligovou účast nepřímo udržely spojením s týmem FbŠ Exel Praha (o rok později přejmenovaným na FbŠ Bohemians Praha). Tým 1. SC Ostrava sestoupil po pěti sezónách. Týmy byly v následující sezóně nahrazeny týmy FBK Sokol Mladá Boleslav a IBK PIGS BO Frýdek-Místek, které obsadily první a druhé místo v tomto ročníku 2. ligy a oba postoupily poprvé.

## Základní část
| Poř. | Tým                       | Záp. | Výh. | Výh.p | Rem. | Pro.p | Pro. | Branky    | Body |
| ---- | ------------------------- | ---- | ---- | ----- | ---- | ----- | ---- | --------- | ---- |
| 1.   | FBC Pepino Ostrava        | 22   | 18   | 0     | 0    | 1     | 3    | 165 : 801 | 55   |
| 2.   | Tatran Techtex Střešovice | 22   | 15   | 0     | 2    | 0     | 5    | 105 : 661 | 47   |
| 3.   | SSK Future by Reebok      | 22   | 13   | 1     | 1    | 2     | 5    | 112 : 841 | 44   |
| 4.   | Torpedo Pegres Havířov    | 22   | 13   | 0     | 2    | 1     | 6    | 138 : 106 | 42   |
| 5.   | 1. SC SSK Vítkovice       | 22   | 11   | 2     | 0    | 0     | 9    | 124 : 951 | 37   |
| 6.   | TJ JM Chodov              | 22   | 9    | 1     | 2    | 2     | 8    | 104 : 791 | 33   |
| 7.   | Bulldogs Brno             | 22   | 9    | 2     | 0    | 1     | 10   | 129 : 110 | 32   |
| 8.   | Akcent Sparta Praha       | 22   | 6    | 2     | 1    | 2     | 11   | 104 : 118 | 25   |
| 9.   | FBC Liberec               | 22   | 7    | 1     | 0    | 2     | 12   | 192 : 135 | 25   |
| 10.  | FbŠ Exel Praha            | 22   | 7    | 1     | 0    | 0     | 14   | 179 : 103 | 23   |
| 11.  | FBK Bohemians DHS Praha   | 22   | 6    | 1     | 1    | 1     | 13   | 104 : 153 | 22   |
| 12.  | 1. SC Ostrava             | 22   | 1    | 1     | 1    | 0     | 19   | 172 : 199 | 6    |

## Vyřazovací boje

### Pavouk
|  | Čtvrtfinále (na zápasy)   | Čtvrtfinále (na zápasy)   |                           |   | Semifinále (na zápasy) | Semifinále (na zápasy) |  |  | Finále (na zápasy) | Finále (na zápasy) |
|  |                           |                           |                           |   |                        |                        |  |  |                    |                    |
|  |                           |                           |                           |   |                        |                        |  |  |                    |                    |
|  | FBC Pepino Ostrava        | 3                         |                           |   |                        |                        |  |  |                    |                    |
|  | FBC Pepino Ostrava        | 3                         |                           |   |                        |                        |  |  |                    |                    |
|  | Akcent Sparta Praha       | 0                         |                           |   |                        |                        |  |  |                    |                    |
|  | Akcent Sparta Praha       | 0                         | FBC Pepino Ostrava        | 3 |                        |                        |  |  |                    |                    |
|  |                           |                           | FBC Pepino Ostrava        | 3 |                        |                        |  |  |                    |                    |
|  |                           | 1. SC SSK Vítkovice       | 0                         |   |                        |                        |  |  |                    |                    |
|  | Torpedo Pegres Havířov    | 1. SC SSK Vítkovice       | 0                         | 1 |                        |                        |  |  |                    |                    |
|  | Torpedo Pegres Havířov    |                           |                           | 1 |                        |                        |  |  |                    |                    |
|  | 1. SC SSK Vítkovice       | 3                         |                           |   |                        |                        |  |  |                    |                    |
|  | 1. SC SSK Vítkovice       | 3                         | FBC Pepino Ostrava        | 2 |                        |                        |  |  |                    |                    |
|  |                           |                           | FBC Pepino Ostrava        | 2 |                        |                        |  |  |                    |                    |
|  |                           | Tatran Techtex Střešovice | 3                         |   |                        |                        |  |  |                    |                    |
|  | Tatran Techtex Střešovice | Tatran Techtex Střešovice | 3                         | 3 |                        |                        |  |  |                    |                    |
|  | Tatran Techtex Střešovice |                           |                           | 3 |                        |                        |  |  |                    |                    |
|  | Bulldogs Brno             | 1                         |                           |   |                        |                        |  |  |                    |                    |
|  | Bulldogs Brno             | 1                         | Tatran Techtex Střešovice | 3 |                        |                        |  |  |                    |                    |
|  |                           |                           | Tatran Techtex Střešovice | 3 |                        |                        |  |  |                    |                    |
|  |                           | SSK Future by Reebok      | 1                         |   |                        |                        |  |  |                    |                    |
|  | SSK Future by Reebok      | SSK Future by Reebok      | 1                         | 3 |                        |                        |  |  |                    |                    |
|  | SSK Future by Reebok      |                           |                           | 3 |                        |                        |  |  |                    |                    |
|  | TJ JM Chodov              | 1                         |                           |   |                        |                        |  |  |                    |                    |
|  | TJ JM Chodov              | 1                         |                           |   |                        |                        |  |  |                    |                    |

### Čtvrtfinále
Na tři vítězné zápasy.
FBC Pepino Ostrava – Akcent Sparta Praha 3 : 0 na zápasy
- Ostrava – Sparta 11 : 4 (2:0, 4:1, 5:3)
- Ostrava – Sparta 19 : 0 (3:0, 2:0, 4:0)
- Sparta – Ostrava 15 : 8 (1:2, 3:0, 1:6)

Tatran Techtex Střešovice – Bulldogs Brno 3 : 1 na zápasy
- Tatran – Bulldogs 3 : 21 (0:1, 1:1, 2:0)
- Tatran – Bulldogs 6 : 41 (1:1, 2:0, 3:3)
- Bulldogs – Tatran 3 : 01 (0:0, 2:0, 1:0)
- Bulldogs – Tatran 2 : 11 (1:2, 0:4, 1:5)

SSK Future by Reebok – TJ JM Chodov 3 : 1 na zápasy
- Future – Chodov 7 : 31 (2:0, 0:1, 5:2)
- Future – Chodov 2 : 31 (1:1, 1:1, 0:1)
- Chodov – Future 1 : 10 (0:2, 0:4, 1:4)
- Chodov – Future 3 : 41 (2:1, 1:2, 0:1)

Torpedo Pegres Havířov – 1. SC SSK Vítkovice 1 : 3 na zápasy
- Torpedo – Vítkovice 4 : 5 (1:2, 0:1, 3:2)
- Torpedo – Vítkovice 3 : 7 (2:2, 0:4, 1:1)
- Vítkovice – Torpedo 4 : 6 (3:0, 0:3, 1:3)
- Vítkovice – Torpedo 4 : 2 (3:0, 0:2, 1:0)

### Semifinále
Na tři vítězné zápasy.
FBC Pepino Ostrava – 1. SC SSK Vítkovice 3 : 0 na zápasy
- Ostrava – Vítkovice 8 : 6 (2:2, 5:2, 1:2)
- Ostrava – Vítkovice 6 : 1 (2:1, 1:0, 3:0)
- Vítkovice – Ostrava 5 : 6 (1:1, 1:1, 3:4)

Tatran Techtex Střešovice – SSK Future by Reebok 3 : 1 na zápasy
- Tatran – Future 6 : 3 (3:0, 1:1, 2:2)
- Tatran – Future 3 : 5 (0:3, 3:2, 0:0)
- Future – Tatran 4 : 7 (1:4, 1:1, 2:2)
- Future – Tatran 1 : 4 (0:1, 1:3, 0:0)

### Finále
Na tři vítězné zápasy.
FBC Pepino Ostrava – Tatran Techtex Střešovice 2 : 3 na zápasy
- Ostrava – Tatran 5 : 1 (2:0, 2:0, 1:1)
- Ostrava – Tatran 3 : 2ts (0:0, 0:2, 2:0, 1:0)
- Tatran – Ostrava 4 : 3 (1:1, 2:0, 1:2)
- Tatran – Ostrava 5 : 4 (3:2, 0:0, 2:2)
- Ostrava – Tatran 4 : 6 (1:2, 2:1, 1:3)

### O 3. místo
Na jeden vítězný zápas.
SSK Future by Reebok – 1. SC SSK Vítkovice 6 : 5 (1:1, 1:3, 4:1)

### Konečná tabulka play-off
| Pořadí           | Tým                       |
| ---------------- | ------------------------- |
| Zlatá medaile    | Tatran Techtex Střešovice |
| Stříbrná medaile | FBC Pepino Ostrava        |
| Bronzová medaile | SSK Future by Reebok      |
| 4.               | 1. SC SSK Vítkovice       |
| 5.               | Torpedo Pegres Havířov    |
| 6.               | TJ JM Chodov              |
| 7.               | Bulldogs Brno             |
| 8.               | Akcent Sparta Praha       |

## Boje o udržení (play-down)
Hrály poslední čtyři týmy.
| Poř. | Tým                     | Záp. | Výh. | Rem. | Pro. | Branky    | Body | Poznámka |
| ---- | ----------------------- | ---- | ---- | ---- | ---- | --------- | ---- | -------- |
| 9.   | FbŠ Exel Praha          | 27   | 12   | 1/1  | 14   | 117 : 119 | 38   | udržení  |
| 10.  | FBC Liberec             | 28   | 10   | 3/1  | 15   | 137 : 173 | 34   | udržení  |
| 11.  | FBK Bohemians DHS Praha | 27   | 8    | 3/1  | 16   | 140 : 189 | 28   | sestup   |
| 12.  | 1. SC Ostrava           | 26   | 1    | 2/1  | 23   | 195 : 251 | 6    | sestup   |